# Ünőmező
Ünőmező falu Romániában, Máramaros megyében.

## Fekvése
Máramaros megyében, Borkúttól északra fekvő település.

## Nevének eredete
Nevét az ünők (tehenek) után kapta, amelyeknek valamikor e helyen legelője volt.

## Története
Ünőmező nevét az oklevelek 1584-ben említették először Ewneömezeő néven, majd 1589-ben Wneőpataka, 1615-ben Ünőmezeő néven volt említve, s valószínűleg 1553 és 1584 között keletkezett, s Magyarláposhoz tartozott.
1584-ben Báthory Kristóf, majd Báthory Zsigmond lakosainak a harmincad fizetése alól felmentést adott szűk, terméktelen területű földjeik és nagy szegénységük miatt. 1610-ben Sövényfalvi Nagy Dániel birtoka volt, aki Ünőmezőt Wass György özvegyének Erdélyi Katalinnak adta el. 1627-ben Bethlen Gábor Wass Jánost és Györgyöt e birtokukban megerősítette. 1656-ban II. Rákóczi György az ekkor Szamosújvárhoz tartozó birtokot Nagymegyeri Keresztesi Ferencnek és nejének Béldy Katalinnak adta zálogba. 1675-ben Nagymegyeri Keresztesi Sámuel volt Ünőmező földesura.
1717-ben a Nagymegyeri Keresztesi család tagjai osztozkodtak a birtokon. 1727-ben Keresztesi Sámuel kapta meg, majd a család magvaszakadtával 1729-ben a család leányága kapta meg. 1739-ben több birtokosa volt: Jósika Dániel és Mózes, Bánffy Dénes, Szilvási Boldizsár, Koncz Gábor fia György, Lészay István neje Keczely Dóra, özv. Toroczkai Péterné Keczeli Borbála, Olasz Ferenc és Bacsai Ferenc. 1749-ben gróf Bethlen Samu, gróf Bánffy Dénes, báró Jósika Mózes, Gyulai János, Bethlen Zsuzsánna, Szilvási Boldizsár özvegye, Barcsay Ferenc, azonban még ez évben a kincstár a Keresztesi lány utódaitól kiváltotta és Magyarláposhoz csatolta. 1769-ben Bethlen Gábor kapta adományba, ki azt Naláczi Sárának Barcsai György özvegyének adta, akitől Barcsay Ágnesre, gróf Bánffy Dénesnére, majd annak leányára, Ágnesre szállt. 1786-ban özvegy gróf Eszterházy Jánosné gróf Bánffy Ágnes birtoka volt.
1820-ban gróf Eszterházy Jánosé, 1898-ban pedig gróf Eszterházi István birtoka volt. Az 1800-as évek végén a falu lakosai állattenyésztésből éltek.
A trianoni békeszerződés előtt Szolnok-Doboka vármegye Magyarláposi járásához tartozott. 

## Nevezetességek
- Görög keleti temploma fából épült, s 1804 körül hozták Ünőmezőre a Nagybánya melletti Rusz faluból. 1820-ban szentelték fel Mihály és Gábor arkangyalok tiszteletére.